# Ermita de Sant Moí
L'Ermita de Sant Moí és una obra romànica de Santa Maria de Besora (Osona) inclosa a l'Inventari del Patrimoni Arquitectònic de Catalunya.

## Descripció
Edifici de planta rectangular, d'una nau, amb absis a la part de llevant i la porta situada a la façana de ponent.
La coberta es forma amb cabirons de fusta i teula àrab. Els murs són de fàbrica molt rudimentària. Actualment l'edifici es troba quasi ruïnós.

## Història
La capella de Sant Moí, annexa al mas del mateix nom, es troba documentada al segle xiii, si bé va ser construïda a la fi del segle x. El mas i la capella formant part del castell de Montesquiu. Per les seves característiques, hom diria que és molt més anterior i que pertany a l'època preromànica.